# Kőrösi Albin
Kőrösi Albin (eredetileg Kulhánek Albin) (Selmecbánya, 1860. január 16. – Budapest, 1936. április 8.) piarista gimnáziumi tanár, műfordító; a Petőfi Társaság tagja.

## Pályája
Kulhánek György szabómester és Majszuch Mária fia. 1870-től szülővárosa piarista gimnáziumában tanult, taníttatását a selmeci prépost segítette. 1876-ban a kegyes tanítórendbe lépett. A magyar és a német nyelv és irodalom tanulása mellett a latinban és a görögben is jártasságot szerzett. Egy évet a váci újoncnevelőben töltött, itt olaszul kezdett tanulni; ezután Kecskemétre helyezték, ahol gimnáziumi tanulmányait 1879-ben fejezte be.
1879–1881 között Nyitrán teológiát végzett, közben megtanult franciául és angolul is. Ekkor főként Leopardival foglalkozott, akiről terjedelmes tanulmányt nyújtott be a rend kormányához. 1881 júniusában fogadalmat tett, ezután Budapestre helyezték, hogy az egyetemet látogassa.
Egyetemista korában spanyolul tanult és egy német–spanyol nyelvtant olaszra fordított. 1882-ben családi nevét Kőrösire változtatta. 1883-ban letette az alapvizsgát és áldozópappá szentelték föl. Ez év szeptemberétől öt évig Veszprémben tanított, 1885-ben pedagógiából is vizsgát tett és tanári oklevelet szerzett. 1888-ban Temesvárra, 1891-ben Budapestre helyezték. 1912-től a budapesti egyetem bölcsészeti karán, 1922-től a közgazdasági karon a spanyol nyelv előadója volt.
Külföldi utazásáról sok cikkét közölte a Veszprémi Közlöny (1886–1888); ugyanitt versfordításai jelentek meg (1887–1892) többek között Longfellow, Victor Hugo, Tennyson, Robert Burns, Béranger, Edgar Poe, Thomas Moore, Manzoni és más költőktől, továbbá versfordítások a Magyar Szemlében, a Fővárosi Lapokban (1892–1894) és néhány más lapban.
Elsősorban mégis a spanyol irodalommal foglalkozott, versben és prózában számos spanyol szerző művét fordította magyarra. Behatóan foglalkozott a spanyolországi és dél-amerikai szellemi mozgalmakkal, a magyar–spanyol irodalmi kapcsolatokkal. Hiszpanológiai munkásságáért spanyol irodalmi és tudományos társaságok több kitüntetésben részesítették. Az első spanyol nyelvű Petőfi-antológiához ő írta az előszót.

## Kitüntetései
- XII. Alfonz-rend (1902), a madridi Asociacion des Escritores y Artistas ajánlatára XIII. Alfonz spanyol királytól
- a Köztársaság Rendjének kommendátor keresztje (1935), a köztársaság elnökétől

Egész sor spanyol tudományos és művészeti társaság választotta tagjává:
- Real Academia Espanola, Madrid (1896)
- Academia, Sevilla (1899)
- Asociacion des Escritores y Artistas Espanolas (1902)
- Spanyol Földrajzi Társaság
- Mexikói Földrajzi és Statisztikai Társaság
- Mexikói Tudományos és Művészeti Ateneo Társaság

## Munkái

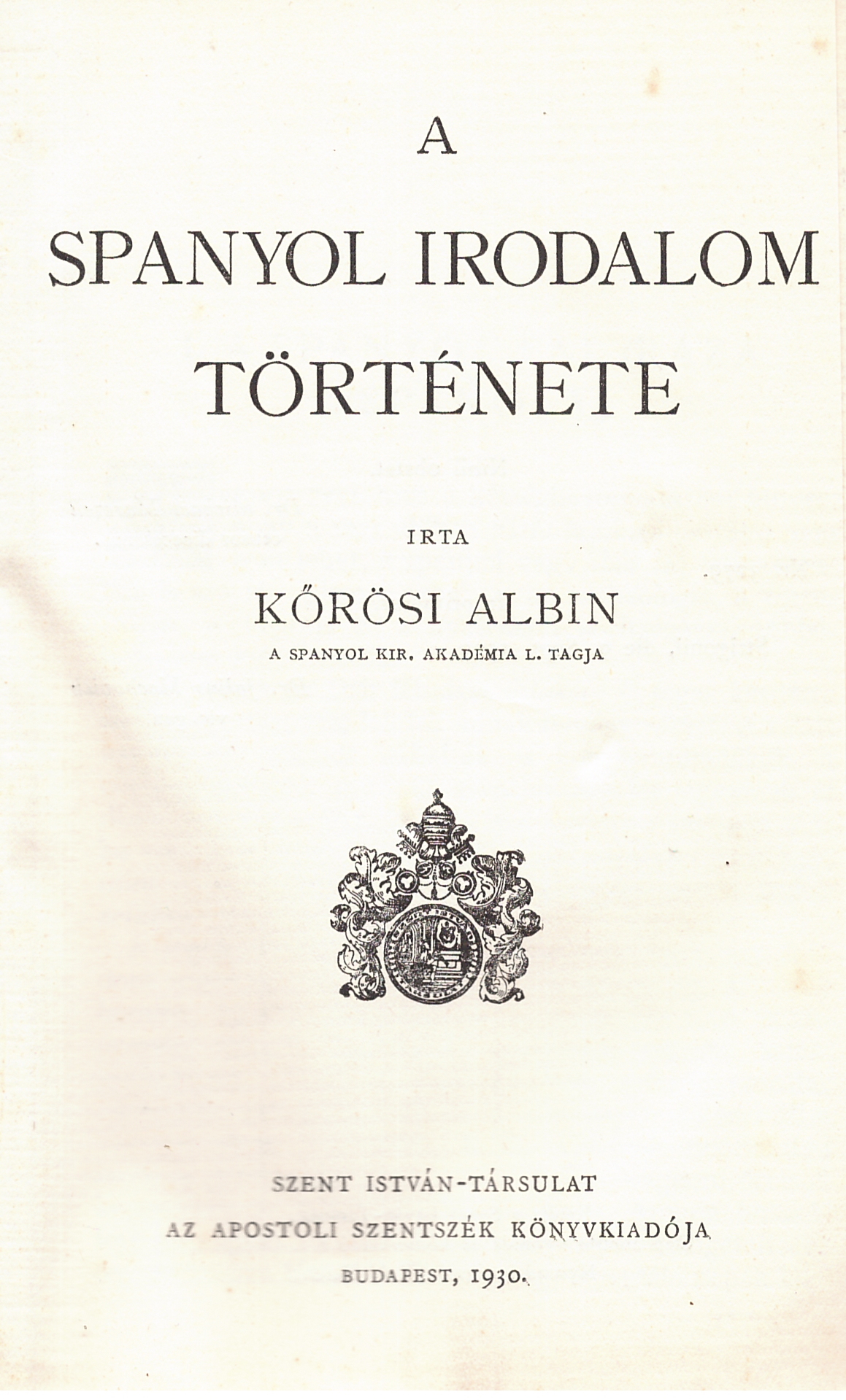
A spanyol irodalom története (1930)

- A XIX. század spanyol költői Budapest, 1893 (különnyomat a budapesti piarista főgimnázium értesítőjéből)
- A spanyol költészet gyöngyei Fordította és bevezetéssel ellátta. Budapest, 1895
- Földrajz a gimnáziumok I.-II. osztályai számára Budapest, 1895-1896. Két kötet
- Isten a legjobb tanu Don José Zorillától. Spanyolból fordította. Budapest, 1896 (verses legenda)
- Az apja fia Regény. Irta Don José M. de Pereda, Spanyolból fordította. Budapest, 1897
- Idill Írta Gaspar Numez de Arce. Spanyolból fordította. Budapest, 1899 (elbeszélő költemény)
- Természetrajz a gimnáziumok I.-II. osztályai számára
- Spanyol téli esték Budapest, 1901
- G. A. Becquer dalai Budapest, 1902
- Egy magyar királyleány története. Istoria de la fiyla del Rey Dungria. Katalán-provencei legenda. Tanulmány az ó-román irodalom és dialectologia köréből; Élet Ny., Bp., 1914
- Cervantes élete és művei; Stephaneum Ny., Bp., 1918 (A Szent István Akadémia nyelv- és széptudományi osztályának felolvasásai)
- A növények életéről; Welker és Társa Ny., Bp., 1922 (A Falu Országos Szövetség kiadványa)
- Az ember és állat élete; Welker Ny., Bp., 1922 (A "Falu" Országos Szövetség kiadványa Előadások a falusi népakadémiák részére)
- A spanyol irodalom története Budapest, 1930
- A vallásbölcselet főkérdései; Szt. István Társulat, Bp., 1930 (Szent István könyvek)